# Palazzo Felicini-Fibbia
Palazzo Felicini, poi Fibbia, poi Pallavicini ed attualmente Calzolari, è un edificio storico situato nel centro di Bologna.

## Storia
Venne costruito nel 1497 per volere di Bartolomeo Felicini, per essere portato poi a termine dal figlio Giovanni. Fra Quattrocento e Cinquecento questa famiglia di banchieri fu una delle principali della città, tanto da essere rappresentata nel Senato bolognese dal 1506 al 1584. Il palazzo venne venduto nel 1537 al cardinale Pucci, i cui eredi cedettero la residenza alla famiglia Fibbia, che la possedette fino al 1746. Al Seicento risalgono le decorazioni pittoriche ancora oggi visibili negli interni.
Nel corso della storia, Palazzo Felicini-Fibbia ospitò diverse personalità di rilievo, come il papa Leone X, il re francese Francesco I, Giuliano de' Medici e Leonardo da Vinci. 
Nel 1906 venne condotto un primo restauro della facciata con interventi che compresero la sostituzione della porta e di alcuni elementi in terracotta, mentre nel 1998 ne è avvenuto un secondo portato avanti secondo criteri maggiormente scientifici.

## Descrizione

### La facciata
L'edificio presenta un'elegante facciata in laterizio in stile rinascimentale. Sopra al tipico portico si trovano monofore a goccia arricchite da preziose decorazioni in cotto, mentre le cornici di marcapiano dividono lo spazio in senso orizzontale. 

### Il cortile
All'interno trova spazio un cortile a loggiati. 

### Gli interni
Le sale racchiudono opere di alcuni pittori prevalentemente di scuola bolognese. L'allegoria dell'Aurora, il Trionfo di Bacco e Arianna e il Crepuscolo sono opere del 1664 di Domenico Santi detto il Mengozzino e di Domenico Maria Canuti. 
Dello stesso anno la Caduta di Fetonte e l'Assunzione della Vergine : gli affreschi della piccola cappella di famiglia sono stati realizzati da Angelo Michele Colonna; nel vestibolo vi sono dipinti di Giacomo Alboresi. 
Nel Salone d'Onore si trovano ritratti delle passate famiglie. Nel palazzo sono inoltre conservate opere di Alessandro Algardi, Alfonso Lombardi e Francesco Francia.

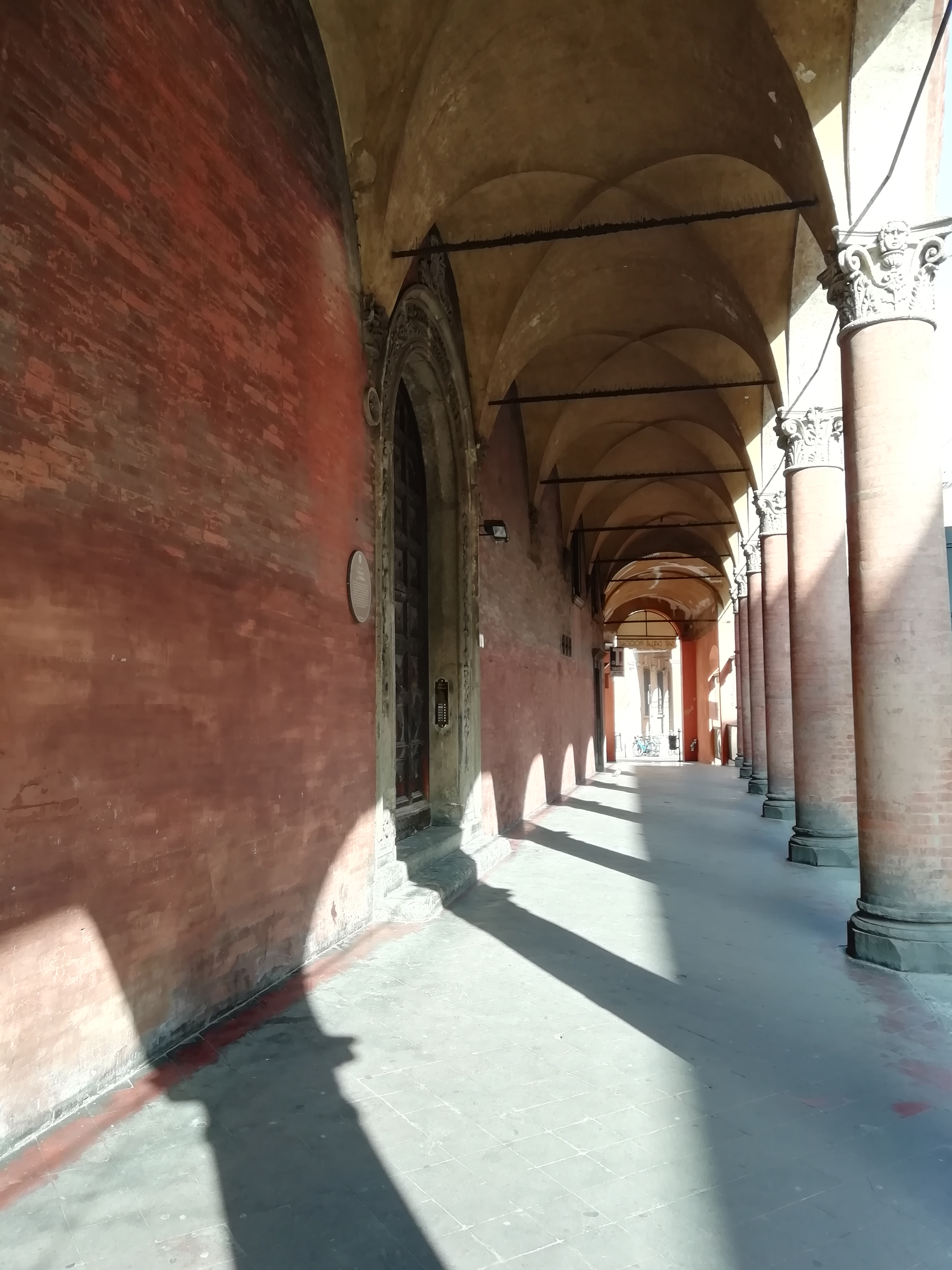
Il portico su via Galliera
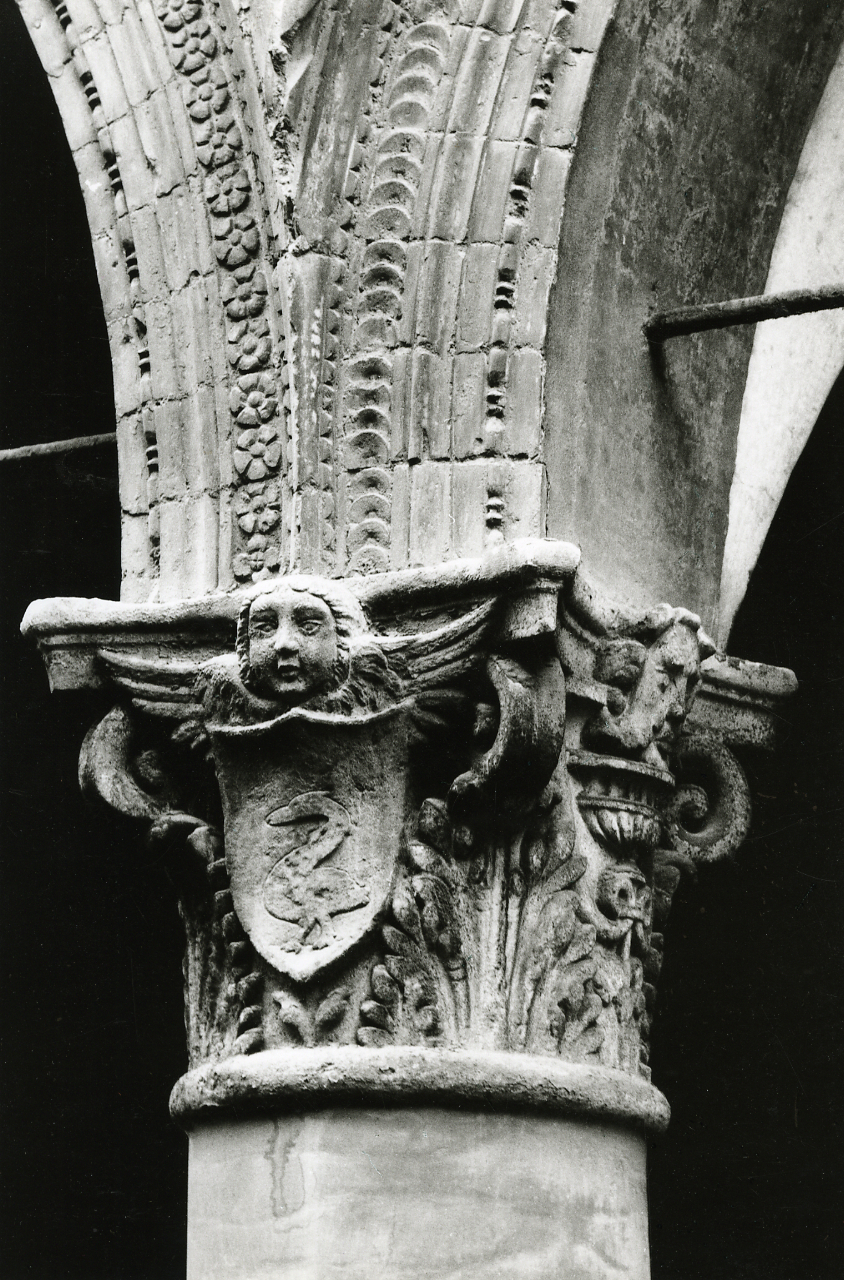
Capitello del portico
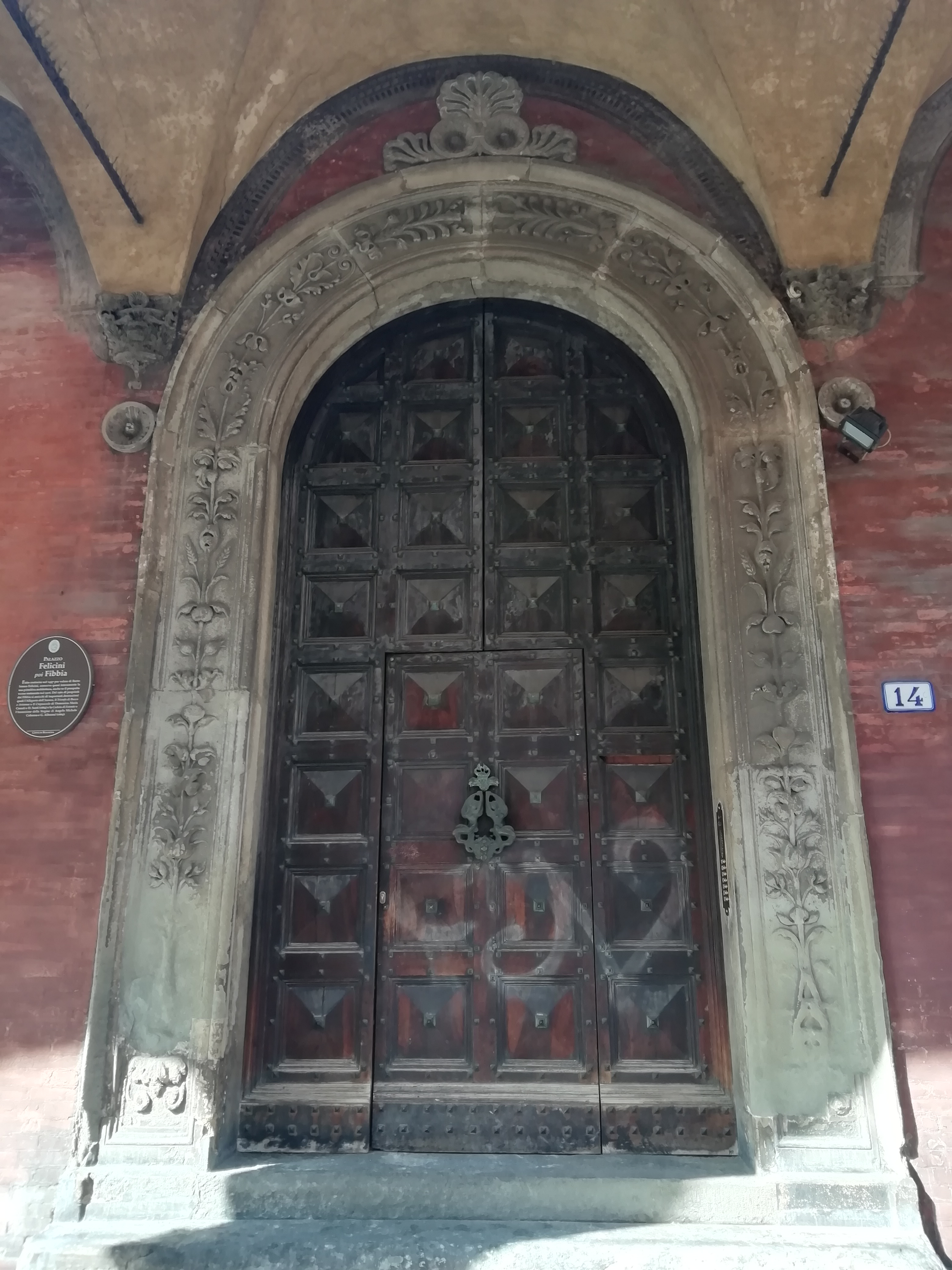
Il portone d'ingresso
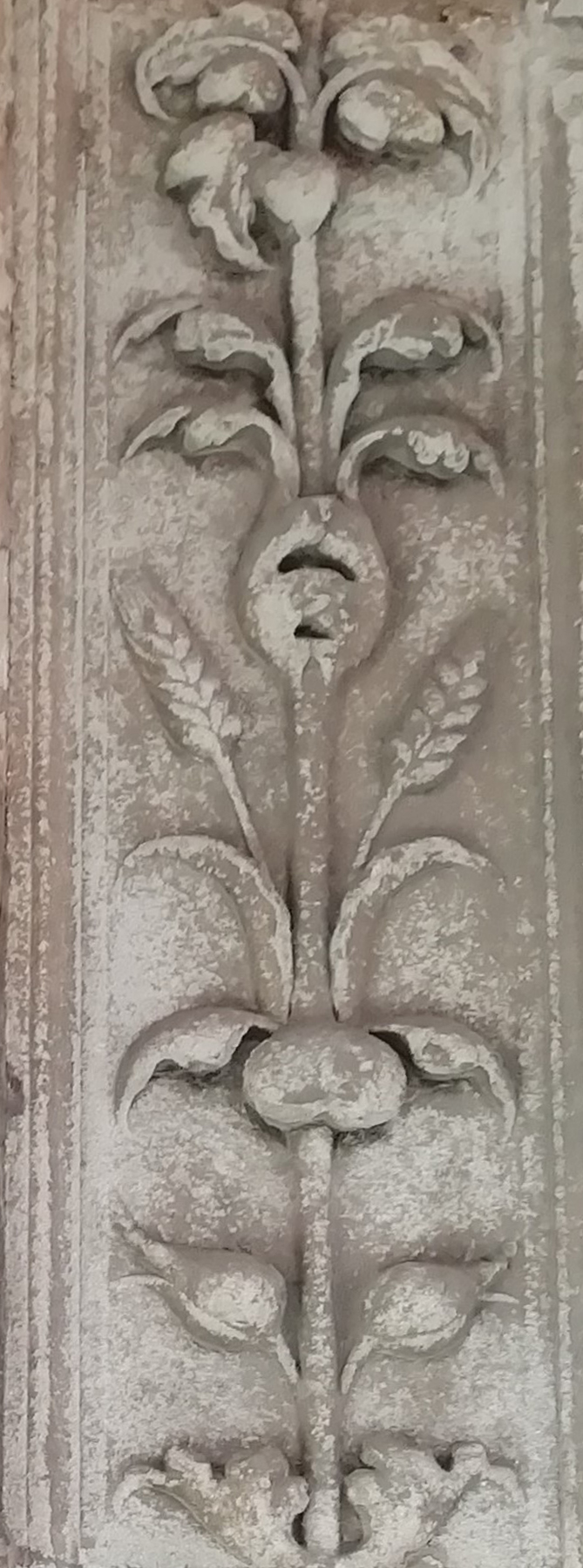
Ornato del portone d'ingresso
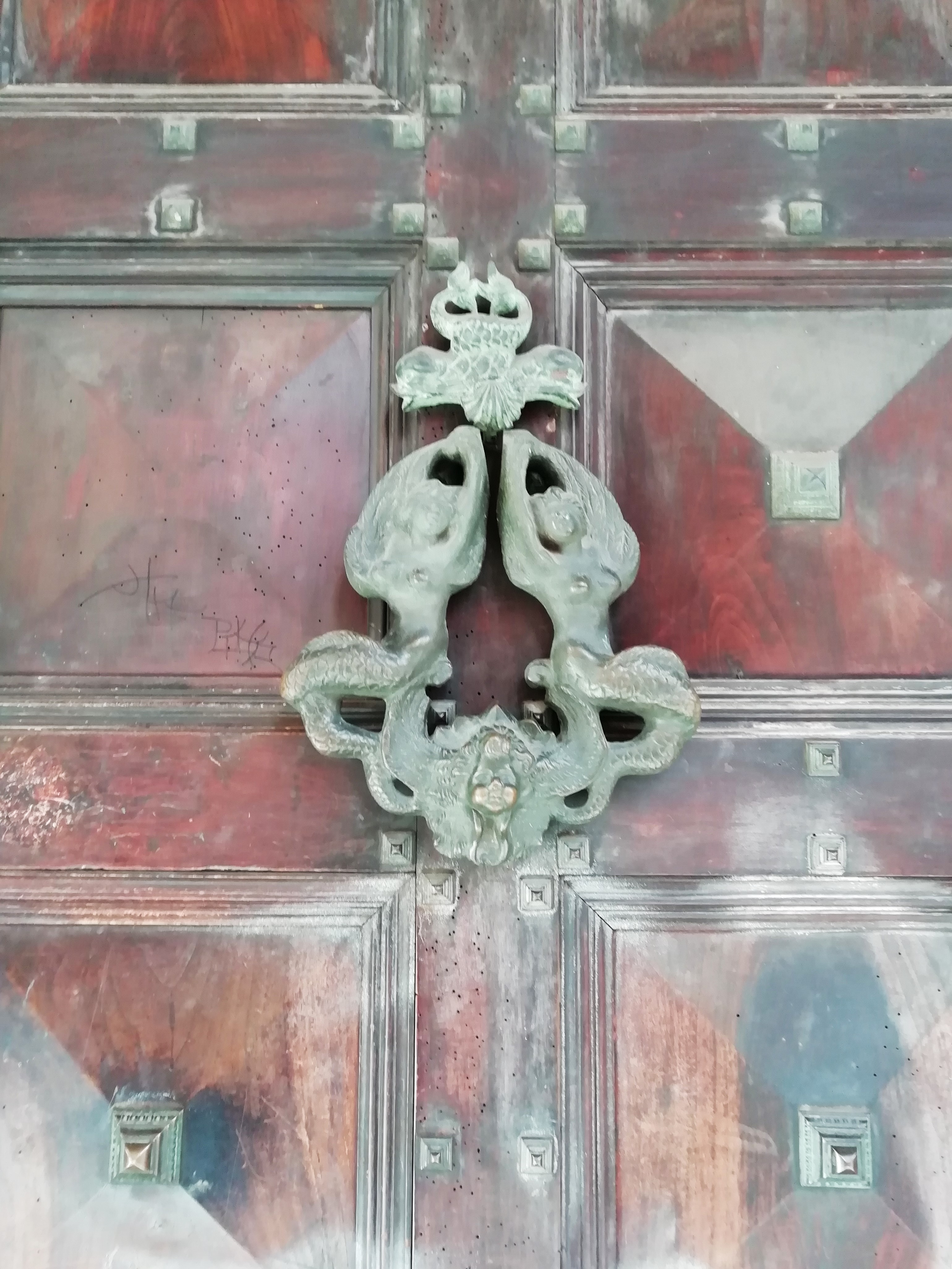
Dettaglio del portone d'ingresso
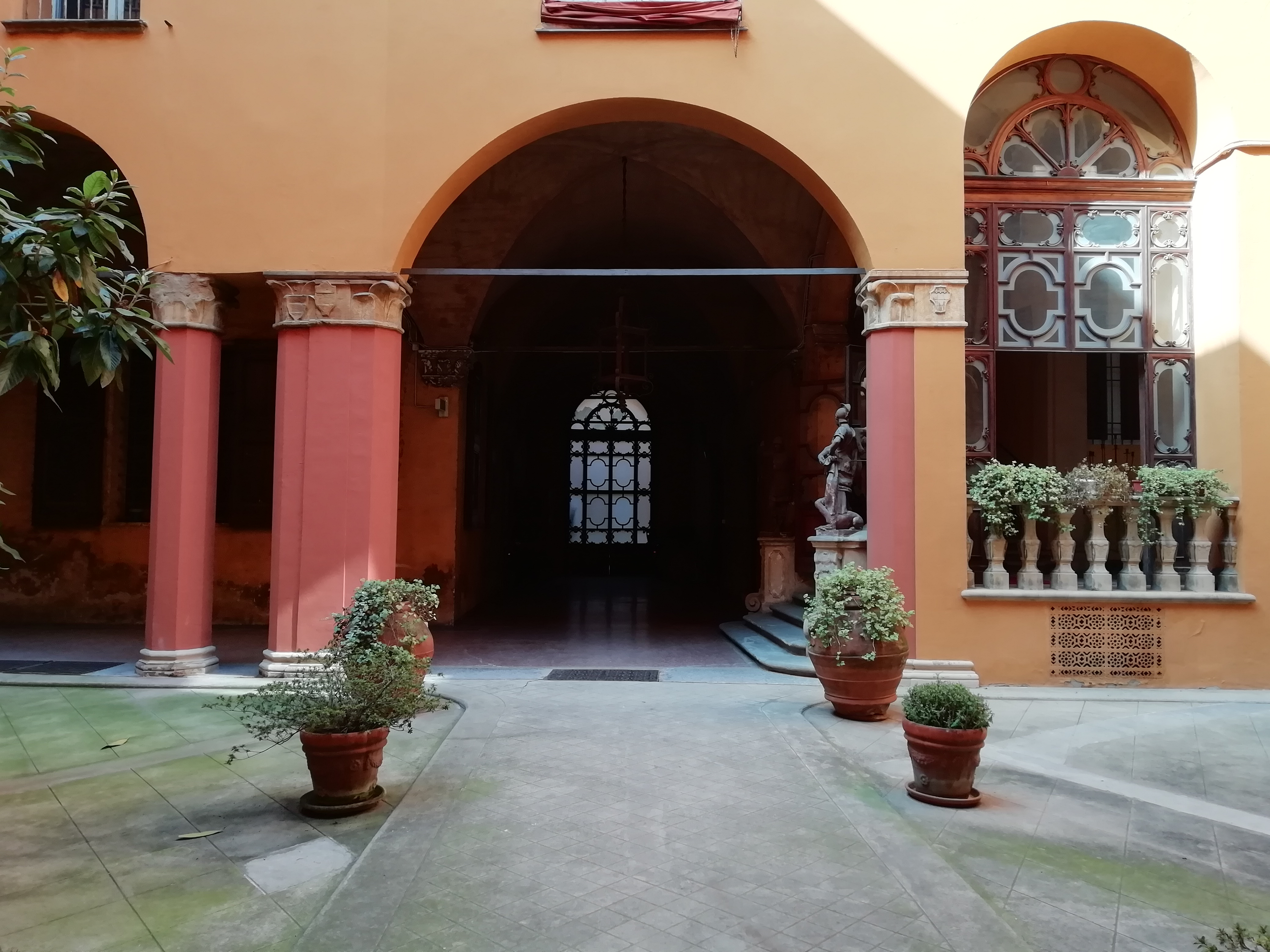
Il cortile interno con loggiato
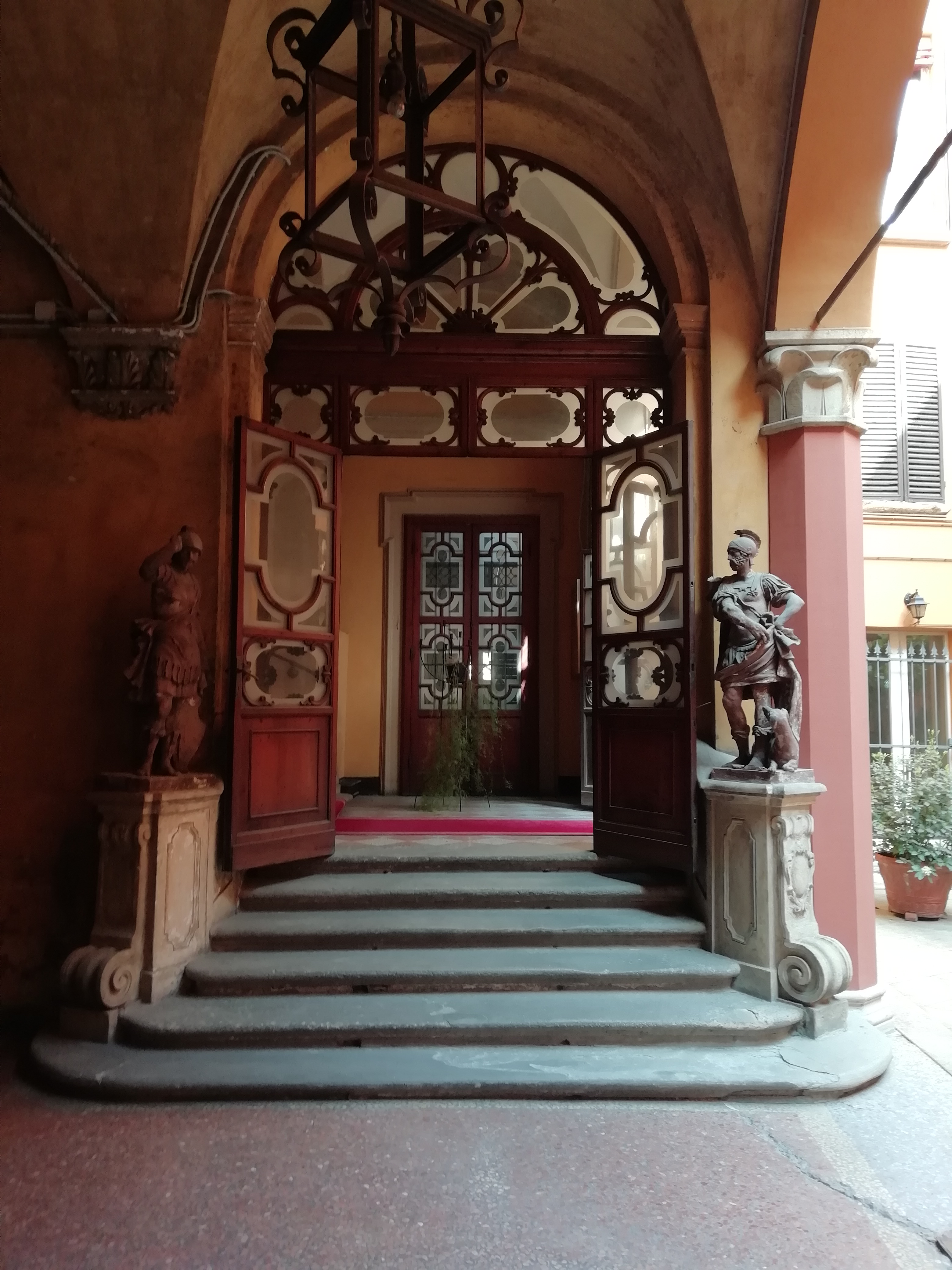
Il cortile interno con loggiato